# Quinqueremulus
Quinqueremulus là một chi thực vật có hoa trong họ Cúc (Asteraceae).

## Loài
Chi Quinqueremulus gồm các loài: